# أستراليا المفتوحة 1977 (ديسمبر) - فردي السيدات
في أستراليا المفتوحة 1977 - فردي السيدات التي أقيمت في شهر ديسمبر فازت الأسترالية ايفون جولاجونج كولي بلقب البطولة بعد فوزها على الأسترالية هيلين غورلاي في المباراة النهائية بنتيجة 6–3، 6–0.

## التوزيع
1. ايفون جولاجونج كولي (البطلة)
2. سو باركر (نصف نهائي)
3. كيري ريد (نصف نهائي)
4. مونا جرانت (الربع النهائي)
5. هيلين غورلاي (النهائي)
6. هيلينا أنليوت (الجولة الأولى)
7. كاثلين هارتر (الربع النهائي)
8. ريني فوكس (الربع النهائي)